# Mas Ministre
El Mas Ministre és un mas situat al municipi de Cabanes, a la comarca catalana de l'Alt Empordà.